# أمير كرارة
أمير محمد كرارة هو ممثل ومقدم برامج مصري من مواليد 10 أكتوبر 1977. كانت بدايته الحقيقية خلال تقديمه لبرنامج ستار ميكر عام 2003. اشتهر بأدواره الدرامية وأدوار الأكشن مثل أدواره في: حرب كرموز (2018)، وهروب إضطراري (2017)، وعمليات خاصة (2007). ومن أهم مسلسلاته مسلسل كلبش بجميع أجزائه، والطبال (2016)، وحواري بوخارست (2015). وتحقق أفلامه الأخيرة إيرادات مرتفعة في شباك التذاكر. كما حقق مسلسل كلبش بجميع أجزائه نجاحًا كبيرًا في مصر، والذي اشتهر فيها باسم «باشا مصر».

## حياته
ولد أمير كرارة في حي مصر الجديدة، في مدينة القاهرة. وتخرج من كلية السياحة والفنادق قسم سياحة، ولكن لم يعمل بمهنة لها علاقة بدراسته. وكان لاعبًا للكرة الطائرة، وشارك ضمن الفريق القومي الأساسي للكرة الطائرة في مصر، ودخل بطولات للعالم في الكرة الطائرة، ولكن لم يستمر في مجال الرياضة.

## حياته الشخصية
تزوج أمير عام 2010 بهند صلاح حسني؛ شقيقة الممثل واللاعب السابق أحمد صلاح حسني، وأنجب منها ابنه «سليم»، وابنتيه «ليلي» و«نيللي».

## مسيرته الفنية
كانت بدايته الفنية في مجال الإعلانات التلفزيونية، حيث كان يقوم بأدوار صغيرة في الإعلانات المصرية. حتي قام باكتشافه الإعلامي المصري طارق نور، وهو من قدمه لعالم تقديم البرامج، وقدم أول برنامج له باسم ستار ميكر عام 2002.
وفي نفس العام دخل عالم التمثيل من خلال السيت كوم شباب أون لاين. ومن بعدها توالت أعماله الفنية، ومن أبرزها أحلي الأوقات (2004)، وزكي شان (2005)، وعمليات خاصة (2007).

## أعماله

### الأفلام
| السنة | اسم الفيلم   | الدور               |
| ----- | ------------ | ------------------- |
| 2000  | هاللو أمريكا | المترجم             |
| 2004  | أحلى الأوقات | طارق                |
| 2005  | زكي شان      | حازم                |
| 2007  | عمليات خاصة  | يوسف                |
| 2009  | ليالي الحب   | شريف                |
| 2017  | هروب اضطراري | مصطفى مختار         |
| 2018  | حرب كرموز    | الجنرال يوسف المصري |
| 2019  | كازابلانكا   | عمر المر            |
| 2019  | سبع البرمبة  | ضيف شرف             |
| 2021  | موسى         | ضيف شرف             |
| 2023  | البعبع       | سلطان البعبع        |

### المسلسلات
| السنة | اسم المسلسل                 | الدور                                                   |
| ----- | --------------------------- | ------------------------------------------------------- |
| 2001  | للعدالة وجوه كثيرة          | أمير زوج دولت                                           |
| 2003  | العمة نور                   | هاني                                                    |
| 2006  | اللي اختشوا ماتو            | إبراهيم                                                 |
| 2007  | لحظات حرجة                  | الدكتور عمرو                                            |
| 2008  | دموع القمر                  | أمير                                                    |
| 2009  | أنا قلبي دليلي              | سلفادور                                                 |
| 2009  | خاص جدا                     | ضيف شرف                                                 |
| 2010  | لحظات حرجة 2                | الدكتور عمرو                                            |
| 2010  | قصة حب                      | عابد                                                    |
| 2010  | حكايات وبنعيشها: فتاة الليل | سامح                                                    |
| 2010  | برة الدنيا                  | عزت                                                     |
| 2011  | المواطن x                   | حسام المصري                                             |
| 2011  | أبواب الخوف                 | يوسف رمزي                                               |
| 2012  | لحظات حرجة 3                | الدكتور عمرو                                            |
| 2012  | روبي                        | تامر                                                    |
| 2012  | طرف ثالث                    | الرايق المشهور بـ"ميمي"                                 |
| 2013  | تحت الأرض                   | جمال الجبالي / ضابط أمن دولة / ريمون مقار / أحمد الطوخي |
| 2014  | أنا عشقت                    | حسن الرشيدي                                             |
| 2015  | حواري بوخارست               | سيد جاد الله المشهور بـ"سيد بوخاريست"                   |
| 2015  | ألف ليلة وليلة              | نجم الدين                                               |
| 2016  | الطبال                      | صالح أبو جازية                                          |
| 2017  | كلبش                        | سليم الأنصاري                                           |
| 2018  | كلبش 2                      | سليم الأنصاري                                           |
| 2018  | واكلينها والعة              | ضيف شرف                                                 |
| 2019  | كلبش 3                      | سليم الأنصاري                                           |
| 2020  | الاختيار                    | أحمد منسي                                               |
| 2020  | مدرسة الحب ج3               | صلاح / يحي                                              |
| 2020  | إسعاف يونس                  | ضيف شرف                                                 |
| 2021  | نسل الأغراب                 | غفران الغريب                                            |
| 2021  | الاختيار 2                  | أحمد منسي - ضيف شرف                                     |
| 2022  | الاختيار 3                  | أحمد منسي - ضيف شرف                                     |
| 2022  | العائدون                    | عمر                                                     |
| 2023  | سوق الكانتو                 | طه                                                      |
| 2024  | بيت الرفاعي                 | الدكتور ياسين                                           |

### برامج
| السنة | اسم البرنامج   |
| ----- | -------------- |
| 2003  | ستار ميكر      |
| 2004  | الصفقة         |
| 2010  | ديو المشاهير 1 |
| 2013  | الخزنة         |
| 2019  | سهرانين        |

## الجوائز
- جائزة أفضل ممثل عربي لعام 2012، عن دوره في مسلسل روبي من مهرجان تايكي.[6]
- جائزة أفضل ممثل عربي لعام 2019، عن دوره في مسلسل كلبش 2 من حفل توزيع جوائز الموريكس دور.
- جائزة أفضل ممثل في دراما رمضان 2020، عن دوره في مسلسل الاختيار من برنامج كأس إنيرجي للدراما وفقا لاستفتاء جماهيري.

## وصلات خارجية
- أمير كرارة على موقع IMDb (الإنجليزية)
- أمير كرارة على موقع الدهليز
- أمير كرارة على موقع قاعدة بيانات الأفلام العربية
- أمير كرارة على موقع قاعدة بيانات الفيلم (الإنجليزية)